# Eriocaulon pringlei
Eriocaulon pringlei är en gräsväxtart som beskrevs av Sereno Watson. Eriocaulon pringlei ingår i släktet Eriocaulon och familjen Eriocaulaceae. Inga underarter finns listade i Catalogue of Life.